# Beatriz de França
Beatriz de França, também conhecida como Beatriz de Paris (em francês:  Beatrice ou em francês:  Beatrix; 938 — 23 de setembro de 1003 ou 1005) foi duquesa consorte da Lorena Superior como esposa de Frederico I da Lorena. Foi regente do Ducado da Lorena de 978 a 987 durante a menoridade do filho, Teodorico I.

## Família
Beatriz foi a filha de Hugo, o Grande, conde de Paris e de Edviges da Saxônia, sua terceira esposa. Seus avós paternos eram o rei Roberto I de França e Beatriz de Vermandois, e seus avós maternos eram o rei Henrique I da Germânia, conhecido como "o Passarinehiro", e sua segunda esposa, Matilde de Ringelheim, santa e fundadora da Abadia de Quedlimburgo.
Beatriz teve vários irmãos, entre eles: Hugo Capeto, primeiro rei da Casa de Capeto; Ema de Paris, duquesa da Normandia como esposa de Ricardo I da Normandia; Otão da Borgonha, duque da Borgonha, e Henrique I da Borgonha, também conhecido como Otão, duque da Baixa Borgonha.
Foi sobrinha do imperador Otão I do Sacro Império Romano-Germânico.

## Biografia
Em 951, ela ficou noiva o duque Frederico I, filho de Vigerico, conde de Bidgau e de Cunegundes, sendo ele um descendente de Carlos Magno. Eles se casaram 10 de setembro ou em 12 de novembro de 954.
Se tornou regente após a morte do marido, em 978.
Em 985, Beatriz interveio com seu irmão, Hugo, para garantir a soltura de seu filho, Teodorico, que havia sido capturado após o cerco de Verdun, por tropas francesas. Além disso, tentou resolver de maneira diplomática o conflito entre francos e alemães.
Ela foi aprisionada pelo seu filho em uma abadia, que estava desejoso de assumir responsabilidades no ducado, porém, o Papa o obrigou a libertá-la.
Ela se correspondia com o arcebispo Adalbero de Reims e com Gerberto de Aurillac, nome original do Papa Silvestre II. 
Em 1003, a duquesa e a família visitaram o Monastério de Saint-Dié.
Beatriz faleceu em 23 de setembro de 1003, ou em 1005.

## Descendência
O casal teve quatro filhos:
- Henrique de Lorena (m. 972/78);
- Adalbero II de Metz (14 de dezembro de 1005), foi bispo de Verdun e o 45.° bispo de Metz, a partir de 984;
- Teodorico I de Lorena (962/72 - 11 de abril de 1027), conde de Bar e duque da Lorena Superior. Foi marido de Riquilda, filha do conde Folmar de Bliesgau. Teve descendência;
- Ida da Lorena, esposa do conde Radboto de Habsburgo. Teve descendência.